# Jean-Noël Jeanneney

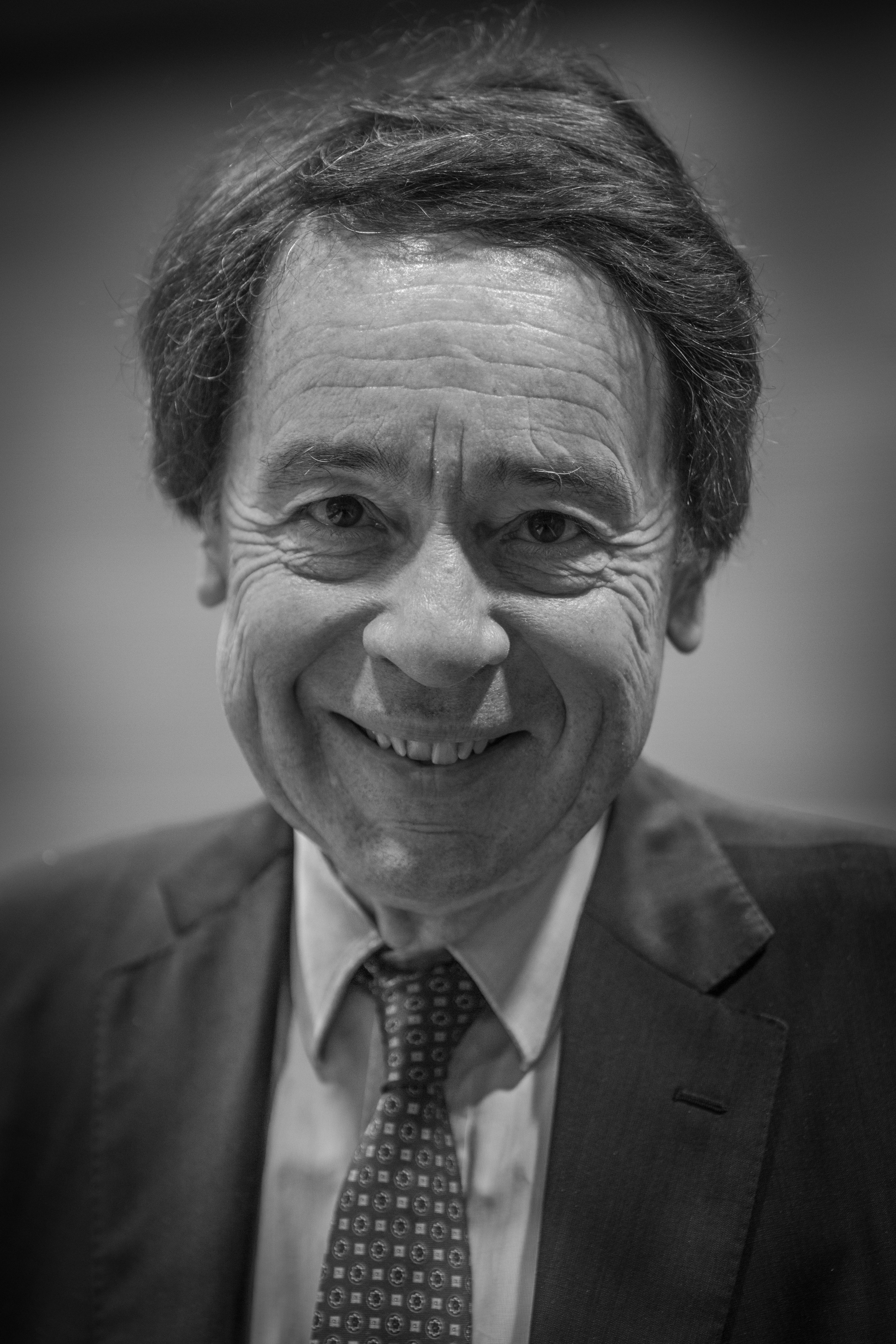
Jean-Noël Jeanneney, 2014.

Jean-Noël Jeanneney (Grenoble, 2 aprile 1942) è uno storico e politico francese.

## Biografia

### Studi
Figlio di Jean-Marcel Jeanneney e nipote di Jules Jeanneney, due importanti figure politiche francesi, dopo gli studi secondari nella città natale, si recò a Parigi per studiare alla École Normale Supérieure e all'Istituto di Studi Politici di Parigi.

### Storico dei media
Jean-Noël Jeanneney si è specializzato in storia dei media, campo di cui è fra i pionieri, interessandosi all'evoluzione della stampa scritta, della radio e della televisione. Ha insegnato fino al 1977 all'università di Parigi X per poi passare all'Institut d'études politiques de Paris.

### Carriera radiotelevisiva
In seguito Jeanneney è passato dallo studio alla partecipazione nei media radiotelevisivi, dirigendo Radio-France dal 1982 al 1986 e in seguito collaborando con alcuni canali televisivi culturali.

### Carriera politica
In politica Jean-Noël Jeanneney è vicino al Partito socialista.
- 1991-1992: segretario di stato al Commercio estero (governo Édith Cresson)
- 1992-1993: segretario di stato alla Comunicazione (governo Pierre Bérégovoy)
- 1992-1998: consigliere regionale della Franca Contea

### Presidente della Biblioteca nazionale di Francia
Dal 2002 al marzo 2007Jean-Noël Jeanneney è stato presidente della Biblioteca nazionale di Francia. In questa funzione, si è adoperato soprattutto contro i progetti di digitalizzazione di libri annunciati da Google, cercando di avviare un'alternativa europea al progetto statunitense facendo leva sui poteri pubblici.

## Pubblicazioni
Jean-Noël Jeanneney ha pubblicato opere sulla storia dei media e su altri oggetti. Ha inoltre scritto numerose prefazioni a opere altrui.
- Jean-Noël Jeanneney, François de Wendel en république: l'argent et le pouvoir (1914-1940) [thèse], Seuil, Parigi, 1976. ISBN 2-02-004410-2.
- Jean-Noël Jeanneney, L'Argent caché: milieux d'affaires et pouvoirs politiques dans la France du XXe siècle, Fayard, Parigi, 1981. ISBN 2-213-00947-3.
- Jean-Noël Jeanneney, Échec à Panurge: l'audiovisuel public au service de la différence, Seuil, Parigi, 1986. ISBN 2-02-009238-7.
- Jean-Noël Jeanneney, Une histoire des médias, des origines à nos jours , Points, Parigi, 1990 (riedito 4 volte). ISBN 2-02-052887-8
- Jean-Noël Jeanneney, L'Avenir vient de loin, Seuil, Parigi, 1994. ISBN 2-02-022648-0.
- Jean-Noël Jeanneney, con la collaborazione di Agnès Chauveau, L'Écho du siècle: dictionnaire de la radio et de la télévision, Hachette, Arte, La Cinquième, Parigi, 1999. ISBN 2-01-235276-6.
- Jean-Noël Jeanneney, Le duel: une passion française (1789-1914), Seuil, Parigi, 2004. ISBN 2-02-065383-4.
- Jean-Noël Jeanneney, Clemenceau: portrait d'un homme libre, Mengès, Parigi, 2005. ISBN 2-85620-455-4.
- Jean-Noël Jeanneney, Quand Google défie l'Europe: plaidoyer pour un sursaut, Mille et une Nuits, Parigi, 2005. ISBN 2-84205-912-3.
- Jean-Noël Jeanneney, Google and the Myth of Universal Knowledge : a view from Europe , translated by Teresa Lavender Fagan, The University of Chicago Press, Chicago and London, 2007. ISBN 0-226-39577-4.